# 歐塞爾主教座堂

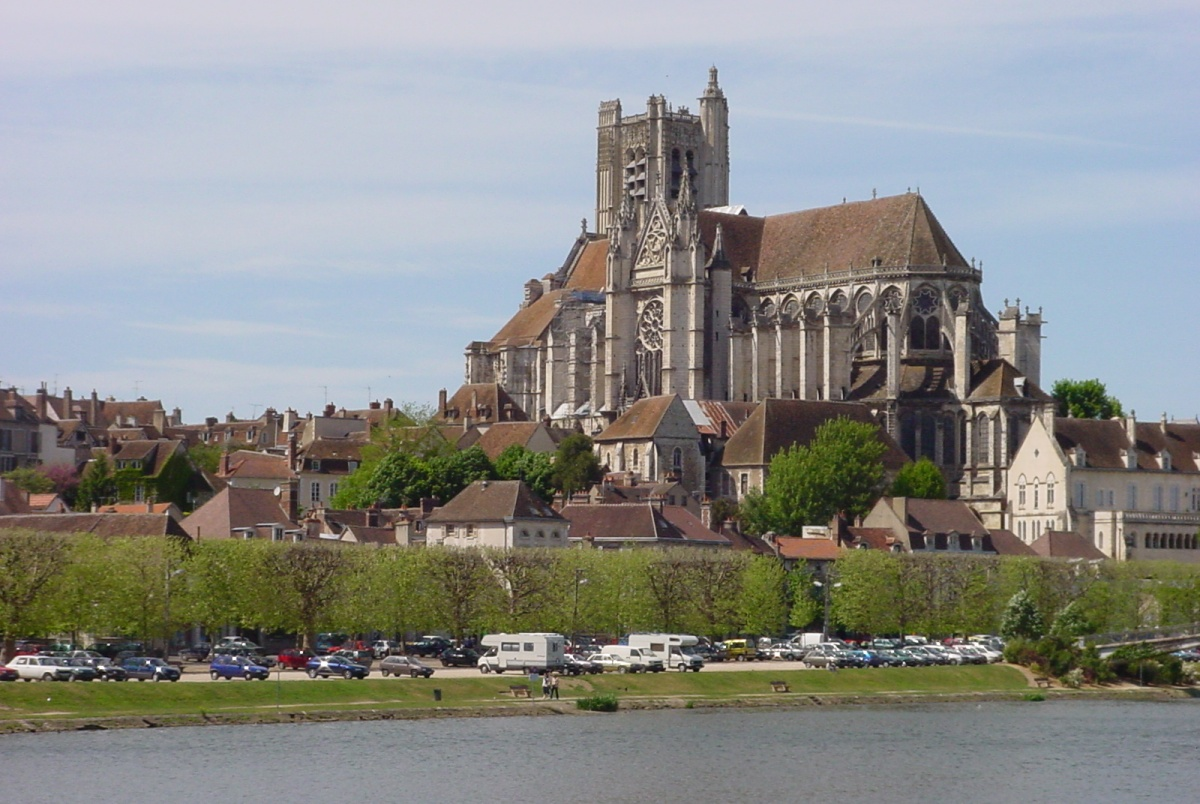
歐塞爾主教座堂

歐塞爾主教座堂（法語：Cathédrale Saint-Étienne d'Auxerre）是位於法國约讷省的城市歐塞爾的一座羅馬天主教的主教教堂，以其的花窗玻璃而聞名。自1840年以来，一直作为历史古迹受到保护，修建於1215年至1233年。这座教堂献给司提反，荷兰的第一位烈士。
这座大教堂最引人注目的地方是13世纪上半叶启动的哥特式合唱团、13世纪至14世纪彩色玻璃花窗、三个玫瑰窗和中世纪的湿壁画。该建筑是法国北半部哥特式建筑的杰出代表。

## 外部連結
- "Welcome to Auxerre Cathedral"
- Auxerre Cathedral bibliography
- Photos （页面存档备份，存于）
- Catholic Encyclopedia 1908: "Councils of Auxerre" （页面存档备份，存于） "(Sens):Diocese of Auxerre" （页面存档备份，存于）

47°47′52″N 3°34′22″E / 47.7979°N 3.5729°E